# Kindermanagement
Kindermanagement (někdy psáno též odděleně kinder management) je urážlivé označení pro fenomén, kdy strategické pozice ve firmě, úřadu nebo jiné organizaci ovládnou relativně mladí lidé. 

## Příklady použití
Podle filosofky Anny Hogenové slovo pochází z Německa, kde označovalo snahy dávat do čela jen mladé, kteří upřednostňují jen výkonnost. Podle Hogenové jsou média v rukou kindermanagementu, tedy lidí, kteří by neudělali zkoušku na filozofii, ale zato mají velkou sebedůvěru v sebe a vyznávají, že podstatou bytí je moc.
Podle zakladatelek sdružení Plus 50 se označení ujalo jako synonymum pro vrcholové vedení zejména v postkomunistických zemích; dávají jej do protikladu k funkčnímu modelu obvyklému na západě, který stojí na přirozené autoritě získané zejména zkušenostmi a znalostmi.
Bývalá státní zástupkyně Marie Benešová označila tímto slovem lidi kolem Petra Dimuna. Novinář Bohumil Pečinka uvádí, že jako kindermanagement byla posměšně označovaná skupina politiků, kterou se obklopil Jiří Paroubek: Hašek, Tejc, Petržílek, Dimun, Hamáček. Jako kindermanagement byli úředníky označováni mladí lidé, které přivedl na ministerstvo spravedlnosti Pavel Němec. V této souvislosti článek na iDnes.cz zmínil i Stanislava Grosse, který byl ve věku 35 let nejmladším ministerským předsedou zemí EU, a jiné mladé politiky, kteří se dostali do čel politických stran i ministerstev.
Česká levicová opozice údajně označovala jako „Julínkův kindermanagement“ tým připravující reformu zdravotnictví za ministra Julínka, jako jehož poradkyně působily například 26letá Lucie Bryndová a 29letá Henrieta Maďarová. Na Slovensku se tak v roce 2004 označovala mladá generace úředníků na ministerstvech zdravotnictví a sociálních věcí, kterým bylo vytýkáno, že nedokáží sami prezentovat srozumitelně své vize a musí si na to najímat PR agenturu. Julínkův tým označil jako kindermanagement například senátor Vladimír Dryml. Dryml taktéž označil jako kindermanagement vedení ČSSD v čele s Bohuslavem Sobotkou a místopředsedou Michalem Haškem, které bylo zvoleno na 36. sjezdu v březnu 2011.
V internetových diskusích a blozích jsou jako kindermanagement označována vedení mnoha známých i neznámých firem, nejčastěji třicátníci, ale někdy i čtyřicátníci (např. Martin Roman, Aleš Hušák, Július Rezeš a mnozí další).